# Ford Maverick
La Ford Maverick è un'autovettura prodotta dalla casa automobilistica statunitense Ford dal 1969 al 1977. 
La Maverick venne presentata il 17 aprile 1969 ed era stata inizialmente concepita e commercializzata come vettura nella categoria subcompact, per fare concorrenza alle vetture di importazione straniere.
Prodotta originariamente con la sola carrozzeria a due porte, era realizzata sulla piattaforma a trazione posteriore della Ford Falcon del 1960; successivamente nel 1971 arrivò la versione a quattro porte. La Maverick è stata prodotta anche in Venezuela, Canada, Messico e dal 1970 al 1979 in Brasile.
Il nome "maverick" deriva dalla parola che veniva utilizzato dai cowboys delle Grandi Pianure statunitensi per indicare i giovani capi di bestiame privi di marchio partoriti dalle mucche nei pascoli in cui vivevano in condizione di semi-libertà. Sullo stemma che riporta il nome dell'auto, vi sono stilizzate le corna di un Longhorn.